# Преттин
Преттин (нем. Prettin) — город в Германии, в земле Саксония-Анхальт. 
Входит в состав района Виттенберг. Подчиняется управлению Аннабург-Преттин.  Население составляет 2031 человек (на 31 декабря 2006 года). Занимает площадь 28,79 км².